# Pikeville (Tennessee)
Pikeville is een plaats (city) in de Amerikaanse staat Tennessee, en valt bestuurlijk gezien onder Bledsoe County.

## Demografie
Bij de volkstelling in 2000 werd het aantal inwoners vastgesteld op 1781.
In 2006 is het aantal inwoners door het United States Census Bureau geschat op 1878, een stijging van 97 (5,4%).

## Geografie
Volgens het United States Census Bureau beslaat de plaats een oppervlakte van
6,3 km², geheel bestaande uit land. Pikeville ligt op ongeveer 615 m boven zeeniveau.

## Plaatsen in de nabije omgeving
De onderstaande figuur toont nabijgelegen plaatsen in een straal van 32 km rond Pikeville.